# Francesco Maria Rini
Francesco Maria Rini of Rhini (Polizzi Generosa, 1624 – Agrigento, 4 augustus 1696) was generaal-overste van de orde der franciscanen (circa 1672-1674) en bisschop in het koninkrijk Sicilië, dat deel uitmaakte van het Spaanse Rijk.

## Levensloop
Rini was een Siciliaan. Hij trad in bij de orde der minderbroeders of franciscanen. 
In 1670 doctoreerde Rini in de theologie en werd custos van de bezittingen der franciscanen in Jeruzalem en het Heilig Land. Kort nadien werd hij generaal-overste van de franciscanen. Hij bemoeide zich met de opleidingen in het koninkrijk Ierland, waar de vervolgingen door Cromwell nog nazinderden. Door de Restauratiepolitiek van koning Karel II van Engeland was het opnieuw mogelijk novicen naar het buitenland te sturen. Rini bepaalde dat elke Ierse novice filosofie moest studeren in een van de volgende drie plekken: het St.-Isidorecollege in Rome, het klooster in Praag of het College van Ierse Minderbroeders in Leuven, in de Spaanse Nederlanden.
Rini werd door de Spaanse overheid in Sicilië aangeduid tot bisschop van Syracuse in 1674. Paus Clemens X keurde dit goed. Rini was er twee jaar bisschop. 
Daarna werd Rini overgeplaatst naar de bisschopstroon van Agrigento (1676), waar hij twintig jaar bisschop was tot zijn overlijden (1696).